# 陳阿林
陳 阿林（ちん ありん、Chén Ālín、生没年不詳）は、清末の小刀会の反乱の指導者の一人。
福建省泉州府同安県出身。上海のイギリス領事官で馬丁をしていた。1853年に小刀会が蜂起すると、陳阿林は「統理政教招討副元帥」（後の左元帥）となった。これは大元帥の劉麗川と大都督の李咸池につぐものであり、李咸池が廈門へ援助を求めに去ると、ナンバー2となった。陳阿林は軍務を統括し、上海の防衛にあたったが、1855年1月に清軍の攻撃で上海が陥落すると、やむを得ず撤退した。潜伏の後、タイに逃れて、海外の三合会を通じて反清活動を継続したという。